# Mohamed Djalti
Pour les articles homonymes, voir Djalti.
Mohamed Djalti (arabe : محمد جالطي) (né le 10 août 1970 à Tlemcen en Algérie) est un joueur de football international algérien, qui évoluait au poste d'attaquant.

## Biographie

### Carrière en club
Mohamed Djalti inscrit 15 buts en première division algérienne lors de la saison 1996-1997, ce qui fait de lui le meilleur buteur du championnat.

## Statistiques Club
| Saison                | Club                  | Championnat           | Championnat | Championnat | Coupe nationale | Coupe nationale | Coupe de la Ligue | Coupe de la Ligue | Compétition(s) continentale(s) | Compétition(s) continentale(s) | Compétition(s) continentale(s) | Total | Total |
| Saison                | Club                  | Division              | M.          | B.          | M.              | B.              | M.                | B.                | Comp.                          | M.                             | B.                             | M.    | B.    |
| 1990-1991             | WA Tlemcen            | 1                     | -           | 2           | -               | -               | -                 | -                 | -                              | -                              | -                              | 0     | 2     |
| 1991-1992             | WA Tlemcen            | 1                     | -           | 9           | -               | -               | -                 | -                 | -                              | -                              | -                              | 0     | 9     |
| 1992-1993             | WA Tlemcen            | 1                     | -           | 4           | -               | -               | -                 | -                 | -                              | -                              | -                              | 0     | 4     |
| 1993-1994             | WA Tlemcen            | 1                     | -           | 7           | -               | -               | -                 | -                 | -                              | -                              | -                              | 0     | 7     |
| 1994-1995             | WA Tlemcen            | 1                     | -           | 8           | -               | -               | -                 | -                 | -                              | -                              | -                              | 0     | 8     |
| 1995-1996             | WA Tlemcen            | 1                     | -           | 6           | -               | 1               | -                 | -                 | -                              | -                              | -                              | 0     | 7     |
| 1996-1997             | WA Tlemcen            | 1                     | -           | 15          | -               | -               | -                 | -                 | -                              | -                              | -                              | 0     | 15    |
| 1997-1998             | WA Tlemcen            | 1                     | -           | 1           | -               | 1               | -                 | -                 | -                              | -                              | -                              | 0     | 2     |
| 1998-1999             | WA Tlemcen            | 1                     | -           | 7           | -               | -               | -                 | -                 | -                              | -                              | -                              | 0     | 7     |
| 1999-2000             | WA Tlemcen            | 1                     | -           | 1           | -               | -               | -                 | -                 | -                              | -                              | -                              | 0     | 1     |
| Total sur la carrière | Total sur la carrière | Total sur la carrière | +150        | 60          | +10             | +2              | -                 | -                 | -                              | -                              | 4                              | 160   | 66    |

### Carrière en sélection
Mohamed Djalti reçoit une sélection en équipe d'Algérie lors de l'année 1997.

## Palmarès
WA Tlemcen
| - Championnat d'Algérie : - Meilleur buteur : 1996-97 (15 buts). - Coupe d'Algérie (1) : - Vainqueur : 1997-98. |  | - Coupe arabe des clubs champions (1) : - Vainqueur : 1998. |